# Шубалий Ігор Михайлович
Ігор Михайлович Шубалий (1977, с. Дмухівці, Тернопільська область — 1 серпня 2023, біля с. Твердохлібове, Луганська область) — український військовослужбовець, старший сержант Збройних сил України, учасник російсько-української війни. Кавалер ордена «За мужність» II та III ступенів.

## Життєпис
Ігор Шубалий народився 1977 року в селі Дмухівцях, нині Козлівської громади Тернопільського району Тернопільської области України.
Учасник важких бойових дій на території Донецької та Луганської областей від березня 2022 року. Загинув 1 серпня 2023 року біля с. Твердохлібове на Луганщині.
5 серпня 2023 року похований в родинному селі.

## Нагороди
- орден «За мужність» II ступеня (24 серпня 2023, посмертно) — за особисту мужність, виявлену у захисті державного суверенітету та територіальної цілісності України, самовіддане виконання військового обов'язку[1];
- орден «За мужність» III ступеня (26 січня 2023) — за особисту мужність і самовідданість, виявлені у захисті державного суверенітету та територіальної цілісності України, вірність військовій присязі[2];